# 50 années qui ébranlèrent l'Angleterre
50 années qui ébranlèrent l'Angleterre est un ouvrage historique de Michel Duchein, publié en 2010, consacré aux Révolutions anglaises.

## Présentation
« Belle synthèse » de la Première Révolution anglaise et de la Glorieuse Révolution selon Frédéric Valloire dans Valeurs actuelles, l'ouvrage de Michel Duchein est articulé autour de deux idées forces : les rapports entre le roi et le Parlement d'une part et la place de la religion d'autre part. Pour autant, certains estiment que les aspects économiques, démographiques et sociaux n'y sont pas suffisamment pris en compte.